# Epiplatys annulatus
Epiplatys annulatus is een straalvinnige vissensoort uit de familie van de killivisjes (Nothobranchiidae). De wetenschappelijke naam van de soort is voor het eerst geldig gepubliceerd in 1915 door George Albert Boulenger.